# Lưu Dương (Đại vương)
Lưu Dương (chữ Hán: 刘阳, ? - 71 TCN), tức Đại Khoảnh vương (代頃王), là vương chư hầu nhà Hán trong lịch sử Trung Quốc.
Lưu Tham là con trưởng của Đại Cương vương Lưu Nghĩa, mẫu thân của ông không được sử sách đề cập đến. Năm 95 TCN, Lưu Nghĩa chết, Lưu Dương lên kế vị, vẫn định đô ở Thanh Hà. Sử sách không cho biết những việc làm của ông lúc giữ tước vương.
Năm 71 TCN, Lưu Dương qua đời. Ông làm Đại vương 24 năm, được đặt tên thụy là Khoảnh vương. Thái tử Lưu Niên lên nối ngôi.